# Августовський канал
Августо́вський кана́л (пол. Kanał Augustowski, біл. Аўгустоўскі канал) —  штучний канал на північному сході Польщі і заході Білорусі, що з'єднує річку Вісла через систему її притоків — Західний Буг, Нарев, Бєбжа, Нетта з річкою Чорна Ганча, яка впадає в річку Німан в межах Гродненської області Білорусі. Канал був описаний фахівцями як технологічне диво, оскільки він має численну кількість шлюзів, які надають йому естетичної привабливості.

## Загальний опис

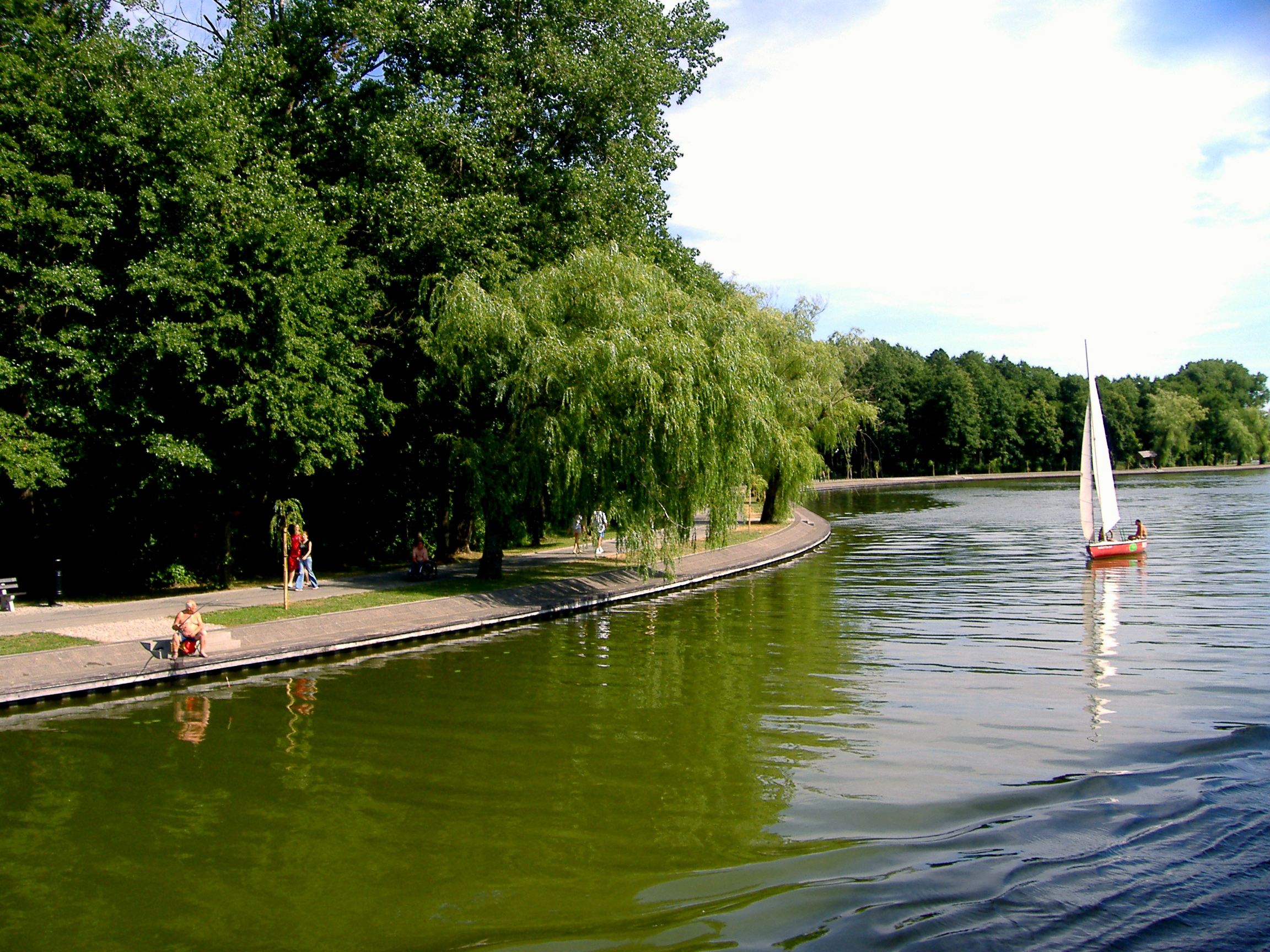
Августовський канал у м. Августів, Польща.

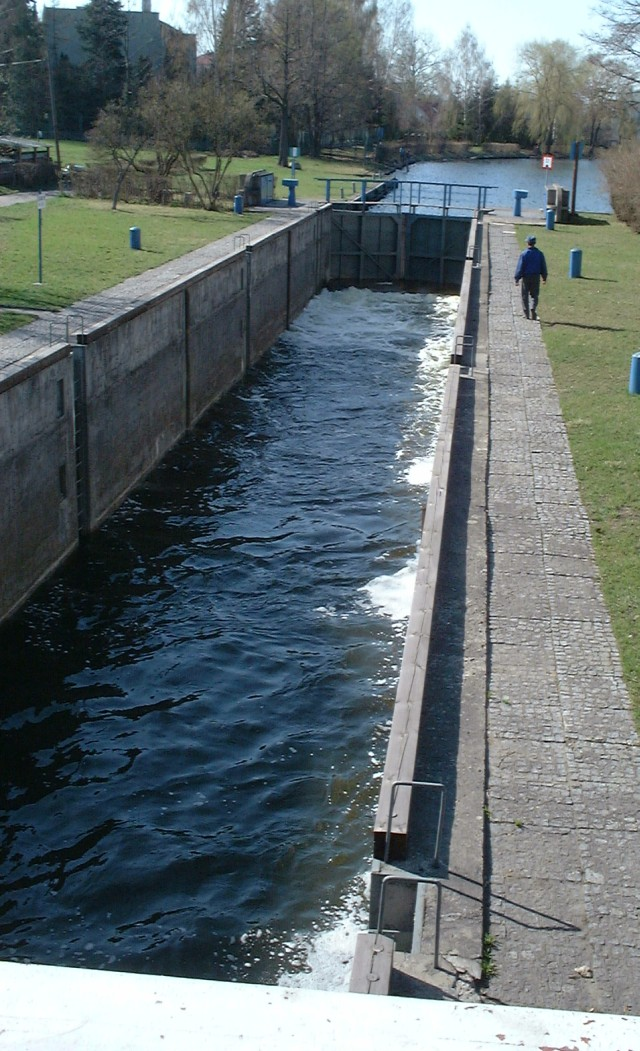
Августовський шлюз є п'ятим шлюзом на каналі

Довжина каналу становить близько 101 км, в тому числі 82 км він проходить територією Польщі. Споруджений у 1-й половині 19 століття (роботи почались в липні 1824 року). Станом на 2006 рік — несудноплавний.
На двокілометровій ділянці Рудавка-Вовкушек вздовж русла каналу проходить державний кордон Білорусі з Польщею. Обсяг водозбірного басейну становить 74,25 км² на польській стороні і 8,42 км² на білоруській, загальний об'єм — 82,67 км².
Багатий світ водоплавних птахів — лебеді, качки, гуси, а також риб — лин, лящ, окунь, щука, вугор, карась, минь, плотва і верховодка.
Свого часу канал був технологічним дивом, оскільки має велику кількість шлюзів, які додають до прекрасного природного ландшафту деяку техногенну родзинку. Він став першим штучним водним шляхом в Європі, що зв'язує безпосередньо дві великі річки — Віслу і Німан, і забезпечував зв'язок з Чорним морем на півдні через Огінський канал, Дніпро, Березинську водну систему і Двину.

## Історія будівництва
Канал був побудований з політично-економічних причин. Проект каналу належить польському державному діячеві, міністру польської економіки, князю Франциску-Ксаверію Друцькому-Любецькому (1779—1846). У 1821 році Пруссія в односторонньому порядку ввела заборонні мита на транзит польських і литовських товарів через свою територію, практично заблокувавши доступ до моря торговцям. З'явилась гостра необхідність транспортного коридору в обхід прусської території з центру Польського царства (у складі Російської Імперії) до російських портів в Курляндії. У 1824 році проект каналу загальною довжиною в 395 км був представлений імператору Олександру I, який в тому ж році його схвалив.
Першим керівником будівництва був полковник Ігнатій Прондзінський (1792—1850). У 1826 році він був заарештований через нелояльность, а згодом займав високий пост у польських революціонерів після «листопадового повстання». Основні роботи були закінчені до 1830 року. Під час польської революції аж до її придушення роботи не велися. Закінчував будівництво інженер Теодор Урбанський. На будівництві працювало більше 7000 робітників під керівництвом генерала Малле де Гранвілле і полковника Россмана. Відкриття каналу відбулося в 1839 році. На каналі було зведено 18 шлюзів, безліч гребель і мостів.
Остання частина каналу («Віндавска»), яка мала б з'єднати новий торговий шлях з курляндським портом Віндава (нині латвійський Вентспілс), не була побудована — сприяло цьому Польське повстання 1830 року («листопадове»). А головне — з 1837 року в Росії почали будуватися залізниці, і від продовження будівництва відмовилися. Закінчена частина каналу зберегла значення внутрішнього водного шляху для комерційного судноплавства і транспортування деревини з Вісли в Німан і назад. По каналу ходили дерев'яні баржі «берлини», проти течії їх вели по «тяглових» дорогах або за допомогою кінної упряжки, або (вкрай рідко) баржу тягнули бурлаки.
В період між світовими війнами канал вперше став туристичним об'єктом. На шлюзі Домбровка щорічно з великим розмахом проходило так зване «Свято моря». Маршрутом Гродно-Августов-Гродно регулярно курсували два пасажирських колісних пароплави. Уздовж каналу пролягав престижний туристичний маршрут з чудовими умовами для плавання на човнах і байдарках. Під час бойових дій Другої світової війни гідротехнічні споруди білоруської частини каналу були сильно пошкоджені, був повністю зруйнований розподільний шлюз Черток. Відступаючи, німецькі війська підірвали 3 шлюзи, 8 гребель і кілька мостів. Після війни польська частина каналу була відновлена і використовувалася в туристичних цілях. Білоруська частина залишалася в запустінні. У 2004—2006 роках були проведені реставраційні роботи і на білоруській частині Августовського каналу.
У 2005 році на каналі був відкритий міжнародний пункт пропуску через кордон лише для мандрівників на човнах і байдарках «Лісова-Рудівка». У жовтні 2008 року прикордонна влада Польщі та Білорусі домовилися про якнайшвидше відкриття цього кордону також для пішоходів і велосипедистів.